# Die Dame in Schwarz (film 1920)
Die Dame in Schwarz è un film muto del 1920 diretto da Victor Janson.

## Produzione
Il film fu prodotto dalla Projektions-AG Union (PAGU).

## Distribuzione
Vietato ai minori, il film ottenne il visto di censura numero B.00751 il 15 novembre 1920. Il 14 ottobre, era stato presentato a Berlino, all'U.T. Nollendorfplatz, distribuito dall'Universum Film (UFA).